# Amédée Thierry

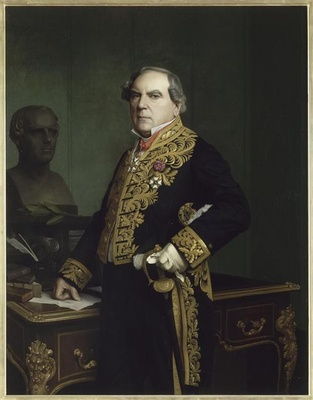
Amédée Simon Dominique Thierry

Amédée Simon Dominique Thierry (* 2. August 1797 in Blois; † 27. März 1873 in Paris) war ein französischer Historiker, Journalist und Politiker.

## Leben
Amédée Thierry war ein jüngerer Bruder des französischen Historikers Augustin Thierry. Er widmete sich anfangs dem öffentlichen Lehrfach und wurde 1819 Erzieher der Großneffen Talleyrands. Dann arbeitete er als Journalist, u. a. bei der Revue encyclopédique, und erhielt auch eine Anstellung als kleiner Regierungsbeamter. Sein erstes, 1825 veröffentlichtes Buch enthielt eine kurze Geschichtsdarstellung der Guyenne.
Als Historiker verfasste Thierry aber vor allem mehrere treffliche Arbeiten über die antike Geschichte Frankreichs. So erschien 1828 seine mit viel Beifall bedachte Histoire des Gaulois, weshalb er durch den royalistisch gesinnten Ministerpräsidenten Martignac eine Geschichtsprofessur in Besançon erhielt. Allerdings wurde er von der Regierung Karls X. für zu liberal angesehen und ihm daher die Abhaltung weiterer Vorlesungen untersagt. Dieser Umstand verschaffte ihm jedoch nach der Julirevolution von 1830 unter dem König Louis-Philippe den wichtigen Posten eines Präfekten des Départements Haute-Saône, welches Amt er acht Jahre lang bekleidete. Ab 1838 versah er in den letzten zehn Jahren der Julimonarchie das Amt eines Maître des requêtes im Staatsrat und behielt diese Stelle auch nach der Februarrevolution 1848 und unter dem von Napoleon III. begründeten Zweiten Kaiserreich, bis am 18. Januar 1860 durch ein kaiserliches Dekret seine Ernennung zum Senator erfolgte. Als solcher unterstützte er durch seine Voten die Regierung Napoleons III.
Thierry wurde 1841 Mitglied der Académie des sciences morales et politiques und erhielt 1862 von der Universität Oxford die Ehrendoktorwürde des Zivilrechts verliehen. 1867 wurde er auswärtiges Mitglied der Königlich Dänischen Akademie der Wissenschaften sowie assoziiertes Mitglied der Académie royale des Sciences, des Lettres et des Beaux-Arts de Belgique (Classe des Lettres et des Sciences morales et politiques). Am 14. August 1868 folgte seine Ernennung zum Großoffizier der Ehrenlegion. Außer während seiner Präfektur der Haute-Saône war er immer literarisch aktiv und ständiger Mitarbeiter der Revue des Deux Mondes, wobei seine Artikeln meist das Gebiet des römischen Gallien betrafen. Er starb 1873 im Alter von 75 Jahren in Paris. Sein Sohn Gilbert Augustin Thierry (1843–1915) war Romanschriftsteller und Dichter.

## Werke
- Résumé de l’histoire de la Guyenne, Paris 1825
- Histoire des Gaulois, depuis les temps les plus reculés jusqu’à l’entière soumission de la Gaule à la domination romaine, 3 Bände, Paris 1828; 10. Auflage 2 Bde., 1881
- Histoire de la Gaule sous l’administration romaine, 3 Bände, Paris 1840–47; 2. Auflage 1871
- Histoire d’Attila et ses successeurs jusqu’à l’établissement des Hongrois en Europe, 2 Bände, Paris 1856; 6. Auflage 1876; deutsch Leipzig 1874
- Récits (und Nouveaux récits) de l’histoire romaine au cinquième siècle, 6 Bde., Paris 1860–78:
  - Dernier temps de l’empire d’occident, Paris 1860
  - Alaric, Paris 1864
  - Trois ministres des fils de Théodose: Rufin, Eutrope, Stilicon, Paris 1865
  - Saint Jérôme, la société chrétienne à Rome et l’émigration romaine en Terre-Sainte, 2 Bände, Paris 1867
  - Saint Jean Chrysostome et l’impératrice Eudoxie; la société  chrétienne en Orient, Paris 1872; 2. Auflage 1874
  - Nestorius et Eutychès Paris, 1878
- Tableau de l’Empire romaine, depuis la fondation de Rome jusqu’à la fin du gouvernement impérial en Occident, Paris 1862; 5. Auflage 1871
- Attila : Schilderungen aus der Geschichte des fünften Jahrhunderts / von Amédée Thierry Mitglied des Instituts von Frankreich. Deutsch von Dr. Eduard Burckhardt, Leipzig 1852 Digitalisat